# Högs socken, Skåne
Högs socken i Skåne ingick i Harjagers härad och området ingår sedan 1974 i Kävlinge kommun och motsvarar från 2016 Högs distrikt.
Socknens areal är 6,82 kvadratkilometer varav 6,75 land. År 2000 fanns här 268 invånare.  Småorten Hög med sockenkyrkan Högs kyrka ligger i socknen.

## Administrativ historik
Socknen har medeltida ursprung. 
Vid kommunreformen 1862 övergick socknens ansvar för de kyrkliga frågorna till Högs församling och för de borgerliga frågorna bildades Högs landskommun. Landskommunen uppgick 1952 i Löddeköpinge landskommun som uppgick 1974 i Kävlinge kommun. Församlingen uppgick 2002 i Löddebygdens församling.
1 januari 2016 inrättades distriktet Hög, med samma omfattning som församlingen hade 1999/2000.  
Socknen har tillhört län, fögderier, tingslag och domsagor enligt vad som beskrivs i artikeln Harjagers härad. De indelta soldaterna tillhörde Norra skånska infanteriregementet, Onsjö kompani och Skånska husarregementet, Hoby skvadron, Landskrona kompani.

## Geografi
Högs socken ligger nordväst om Lund med Kävlingeån i sydost. Socknen är en odlad slättbygd.
Högs sockenområde ligger väster om  Kävlinge. Lödde å utgör gräns mot Stävie socken i sydost. I norr gränsar socknen mot Västra Karaby socken och i väster mot Löddeköpinge socken. Platser är Högs kyrkby, Ellbo gård, Nygård, Högs boställe, Fridbo och Annehem.

## Fornlämningar
Sju boplatser och lösfynd från stenåldern är funna, samt gånggriften Ljunghög från samma period. Från bronsåldern finns gravhögar.

## Namnet
Namnet skrevs omkring 1286 Högh och kommer från kyrkbyn. Namnet innehåller hög som kan syfta på höjdpartiet norr om kyrkan eller möjligen på en nu försvunnen gravhög..